# Lampang (tỉnh)
Lampang (tiếng Thái: ลำปาง, phát âm [lām.pāːŋ]) là một tỉnh miền Bắc của Thái Lan. Tỉnh này giáp các tỉnh (từ phía bắc theo chiều kim đồng hồ): Chiang Rai, Phayao, Phrae, Sukhothai, Tak, Lamphun và Chiang Mai. Tên cũ trước đây của Lampang là Khelang Nakhon.

## Địa lý
Tỉnh Lampang nằm giữa thung lũng rộng của Sông Wang, bao bọc quanh bởi nhiều dãy núi. Tại huyện Mae Mo, than non được khai thác lộ thiên. Về phía bắc của tỉnh này là Vườn quốc gia Doi Luang. Tỉnh này cũng có các vườn quốc gia khác như: Vườn quốc gia Tham Pha Thai, Vườn quốc gia Chae Son, Vườn quốc gia Doi Khun Than và Khu dự trữ sinh quyển Huay Tak Teak.

## Kinh tế
Lampang nổi tiếng là nơi sản xuất đồ gốm và khai khoáng. Một số lượng lớn ball clay, china stone và than non được khai thác ở khu vực xung quanh.
Có hơn 200 xưởng gốm được xây dựng tại và xung quanh Mueang Lampang. Phần lớn các nhà máy này là vừa và nhỏ sản xuất hàng trang trí nhà cửa và vật liệu xây dựng. Nhà máy điện lớn nhất Thái Lan nằm ở huyện Mae Mo gần khu mỏ than bùn. Sản phẩm nông nghiệp có dứa và gạo.

## Lịch sử
Từ thế kỷ 7, Lampang là một phần của Vương quốc Haripunchai của Dân tộc Môn. Vào thế kỷ 11, Đế quốc Khmer chiếm vùng đất này. Vua Mengrai của Lannathai đã sáp nhập Vương quốc Haripunchai vào vương quốc của mình năm 1292. Sau khi Lannathai sụp đổ, vùng này thuộc sự cai trị của Myanmar và cuối cùng thuộc về Thái Lan năm 1774.

## Biểu tượng
| Provincial seal | The provincial seal show a white rooster inside the entrance to the Pra That Lampang Luang temple. According to the local legend Buddha visited the province in his lifetime. The god Indra worried that the people would not get up by themselves to show respect to Buddha, and thus woke them himself by transforming into a white cock. The provincial flower is the Heliconia (Heliconia sp.), and the provincial tree is the Indian Elm (Holoptelea integrifolia). According to the legend during Buddha's visit this tree was planted in the temple. |

## Các đơn vị hành chính
Tỉnh Lampang có 13 huyện (Amphoe). Các huyện này được chia thành 100 xã (tambon) và 855 thôn (muban).
| 1. Mueang Lampang 2. Mae Mo 3. Ko Kha 4. Soem Ngam 5. Ngao 6. Chae Hom 7. Wang Nuea | 1. Thoen 2. Mae Phrik 3. Mae Tha 4. Sop Prap 5. Hang Chat 6. Mueang Pan |